# Tarik Ibn Ziad (Aïn Defla)
Tarik Ibn Ziad (în arabă طارق بن زياد) este o comună din provincia Aïn Defla, Algeria.
Populația comunei este de 10.285 de locuitori (2008).